# Željko Pahek

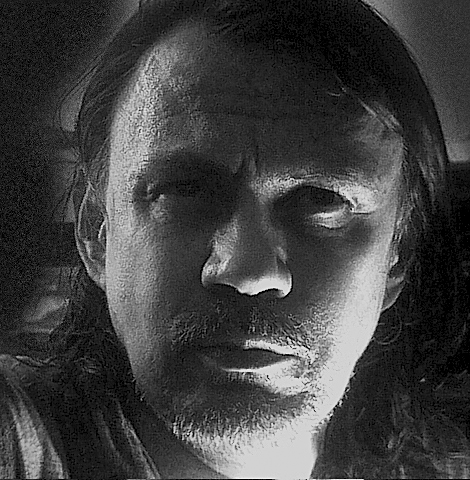
Željko Pahek, 2015

Željko Pahek (kyrillisch-serbisch Жељко Пахек, * 1954 in Županja, Jugoslawien) ist ein serbischer Comiczeichner und Illustrator.
Željko Pahek wurde mit seinem Umzug nach Belgrad ab 1979 als Comiczeichner sowie als Buchcover-Illustrator tätig. Er veröffentlichte eine Reihe grotesker Science-Fiction-Geschichten in diversen jugoslawischen Magazinen. 1989 bis 1990 war er Colorist bei drei Alben von Hermann (Jeremiah 14/15 und Bos-Maury 7). 1991 erschien das Sammelalbum Once upon a time in the future in den USA und 1992 als Es war einmal in der Zukunft auf Deutsch beim Carlsen Verlag. Es folgten Veröffentlichungen auch in ausländischen Magazinen.
2005 zeichnete er den Zweiteiler Moby Dick für den Texter Jean-Pierre Pécau in Frankreich. 2016 erschien Error Data in Großbritannien.